# Imelda Rincón Finol
Imelda Rafaela Rincón Finol, conocida también como Imelda Rincón de Maldonado (El Carmelo, municipio La Cañada de Urdaneta, Estado Zulia, Venezuela; 15 de junio de 1937) es una profesora universitaria, investigadora, promotora cultural y primera mujer rectora de Venezuela (Universidad del Zulia).

## Biografía
Luego de graduarse del colegio Santa Ana, en Maracaibo, estudió licenciatura en Educación en la Universidad Central de Venezuela, Caracas, para posteriormente realizar post grados de Educación y Estudios Libres de Pedagogía en la Universidad de Bruselas, Bélgica, y en la Universidad de Ginebra, Suiza.
Además de la docencia e investigación, ejerció diversos cargos dentro de la Universidad del Zulia, fue decana de la Facultad de Humanidades y Educación, Vicerrectora académica (1984-1988), y fue elegida como Rectora para el período 1988-1992. 

### Gestión como rectora
Durante su ejercicio como rectora, dirigió el desarrollo de una alta actividad cultural y reivindicó figuras académicas como la del rector Jesús Enrique Lossada, esto en el marco de los 100 años de la apertura del Álma Máter, por lo cual es conocida como “la rectora del centenario”.
Así mismo, es fundadora de diversas organizaciones relevantes para la cultura y academia zuliana, como la Fundación Teatro Baralt, el Museo de Arte Contemporáneo del Zulia, la Fundación Banco Maracaibo, Fundadesarrollo, LUZ FM (emisora de radio de la Universidad del Zulia), y la propia Facultad de Humanidades y Educación.

## Principales publicaciones
- Esencia, formas y supuestos de la educación (1966)[5]
- La pedagogía en los países subdesarrollados (1978)[6]
- La Universidad del Zulia en el proceso histórico de la región zuliana (1986)[7]

## Condecoraciones
- Orden Rafael Urdaneta en su única clase (2015)[8]
- Orden Jesús Enrique Lossada (2016)[9]